# Thomas Urban (Journalist)

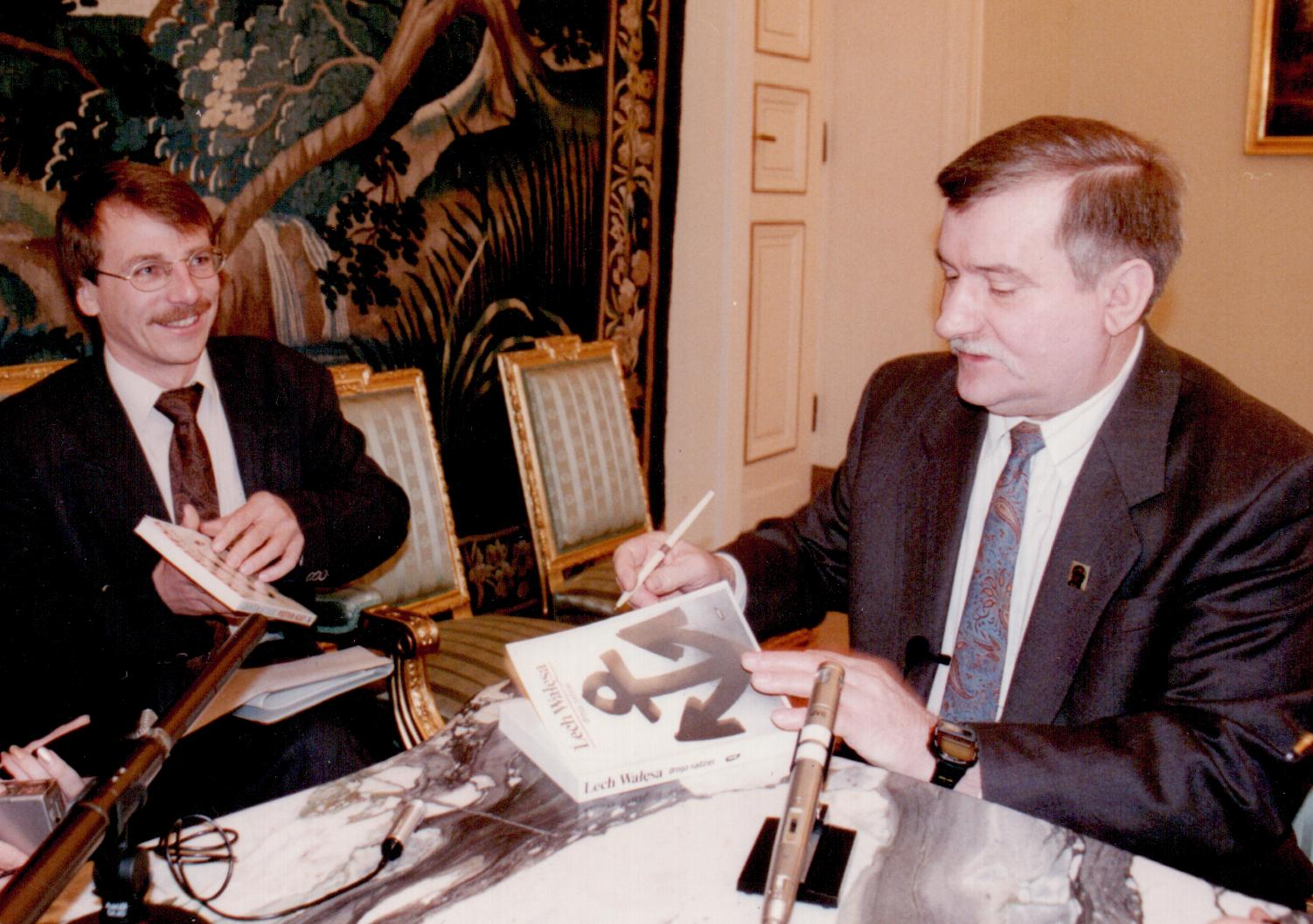
Thomas Urban (links) beim Interview mit Lech Wałęsa (1992)

Thomas Urban (* 20. Juli 1954 in Leipzig) ist ein deutscher Journalist und Sachbuchautor.

## Ausbildung
Urbans Eltern stammen aus Breslau. Als Heimatvertriebene ließen sie sich zunächst in der Sowjetischen Besatzungszone bei Leipzig nieder. Ende 1955 floh die Familie aus der DDR.
Seine Schulzeit verbrachte Urban in Oberaußem bei Köln im Rheinischen Braunkohlerevier. Im Jahre 1973 bestand er am Erftgymnasium Bergheim das Abitur. Anschließend leistete er Wehrdienst und wurde Reserveoffizier. Er betrieb Judo als Leistungssport und erreichte den 1. Dan. An der Universität zu Köln studierte er Romanistik, Slavistik und Osteuropäische Geschichte; dank mehrerer DAAD-Stipendien studierte er auch in Tours, Kiew und Moskau.
In Köln wurde Urban Mitarbeiter des aus der Sowjetunion ausgebürgerten russischen Dissidenten Lew Kopelew. Zum Graduiertenstudium begab er sich 1981/82 an die Lomonossow-Universität Moskau. Da er im Auftrag von Kopelew Briefe und Medikamente für Dissidenten transportiert hatte, wurde er vom KGB verhaftet und abgeschoben. Urban fand eine Anstellung als Russischlehrer im Bundessprachenamt.

## Journalismus
Nach dem Besuch der Henri-Nannen-Schule in Hamburg arbeitete Urban zunächst für Associated Press (AP), dann für die Deutsche Presse-Agentur (dpa). Von 1988 bis 2012 war er Osteuropa-Korrespondent für die Süddeutsche Zeitung (SZ). Bis 1992 berichtete er aus Warschau, wo er den Untergang der Parteiherrschaft und den Umbau des Wirtschaftssystems verfolgte. Von 1992 bis 1997 war er Bürochef in Moskau; er analysierte die großen Umbrüche unter Boris Jelzin und verfasste auch Reportagen von den Schauplätzen des Abchasienkrieges sowie des Ersten Tschetschenienkrieges. Von 1997 bis 2012 berichtete er aus Kiew, unter anderem über die Orange Revolution, und wieder aus Warschau, wo er den Aufstieg der Kaczyński-Zwillinge journalistisch begleitete. In der Debatte über die Vertreibung der Deutschen aus den Gebieten östlich von Oder und Neiße sprach er sich gegen die Initiative der Vertriebenenorganisation Preußische Treuhand aus, von Polen Entschädigung für die zwangsweise aufgegebenen Immobilien der früheren deutschen Einwohner zu verlangen.
Von 2012 bis 2020 war Urban SZ-Korrespondent in Madrid. In Kommentaren und Analysen verteidigte er die Austerität als Ausweg aus den Wirtschaftskrisen Spaniens und Portugals. Für die Zeitschrift Opernwelt berichtete er über Neuproduktionen des Teatro Real.
Seit 2022 analysiert er für das Magazin Cicero Entwicklungen im ehemaligen Ostblock.

## Beiträge zur Geschichte Osteuropas

### Polen
Urban legte mehrere Bücher über die deutsch-polnische Konfliktgeschichte vor, beginnend mit den Kontroversen um die deutsche Minderheit in Polen: Deutsche in Polen (1993). In seiner Rezension für Die Zeit unterstrich Klaus Bednarz, dass der Autor „ebenso vorurteils- wie emotionslos“ ein in Polen „lange geleugnetes“ Kapitel der Zeitgeschichte aufarbeite.
Für sein Buch Der Verlust (2004) über die wechselseitigen Vertreibungen und Zwangsaussiedlungen von Deutschen und Polen wurde er mit dem Georg-Dehio-Buchpreis ausgezeichnet. In seiner Laudatio stellte Hans Maier fest, die „sachkundige und objektive“ Darstellung hinterlasse beim Leser „Nachdenklichkeit“. Klaus Bednarz befand in seiner Rezension, dass das Buch eine „wertvolle Hilfe“ bei der „Verständigung zwischen Deutschen und Polen“ sei. Der frühere schweizerische Diplomat Paul Stauffer meinte, die in ihrer „Unverkrampfheit sympathische“ Darstellung lasse auf eine „Auflockerung der starren Feindbilder“ hoffen.
Der ehemalige Bundespräsident Richard von Weizsäcker und Ex-Bundeskanzler Helmut Schmidt betrauten Urban für die von ihnen ab 2008 herausgegebene Buchreihe Die Deutschen und ihre Nachbarn mit dem Band über Polen. In seiner Rezension in der Zeit nannte Klaus Harpprecht Urbans Buch „eine vorzügliche Studie, die zu der Hoffnung Anlass gibt, dass zwischen Polen und Deutschen eine ähnlich intensive Partnerschaft gedeihen könnte, wie sie zwischen Franzosen und Deutschen gewachsen ist“.
2020 legte er gemeinsam mit seinem Redaktionskollegen Matthias Drobinski eine Biografie des polnischen Papstes Johannes Paul II. vor. Joachim Frank zog in der Frankfurter Rundschau das Resümee: „Drobinski und Urban würdigen die historischen Verdienste des Papstes, holen ihn vom Sockel abgöttischer Verehrung, aber sie retten ihm auch den Heiligenschein.“ Marta Kijowska sprach in der Frankfurter Allgemeinen Zeitung von einem „facettenreichen, stellenweise kritischen, doch stets mit viel Respekt und Sympathie gezeichneten Porträt“.

### Russland
In der Monographie Russische Schriftsteller im Berlin der zwanziger Jahre (2003) zeichnete Urban die russische Literaturszene in Berlin in den Jahren 1921 bis 1923 nach.
Sein Buch Katyn 1940 (2015) über das Massaker von Katyn nannte Rainer F. Schmidt in der FAZ eine „zeitgeschichtliche Leistung höchsten Ranges“. Der Schriftsteller Marko Martin bezeichnete es in der Welt als „Standardwerk“. Urban konnte erstmals nachweisen, dass ehemalige Offiziere der Wehrmacht aus den Reihen der Widerstandsbewegung bei den Nürnberger Prozessen entscheidend zur Blockierung der sowjetischen Initiative beigetragen haben, Katyn auf die Liste deutscher Kriegsverbrechen zu setzen. Das 2019 auf Polnisch erschienene Buch Katyń. Zbrodnia i walka propagandowa wielkich mocarstw (Katyn. Verbrechen und Propagandakampf der Großmächte) nannte der Historiker Tadeusz Wolsza, Vorstandsmitglied der Sektion Geschichte der Polnischen Akademie der Wissenschaften, „das wichtigste Buch der letzten Jahre“ über das Massaker von Katyn.
In der von Heribert Prantl herausgegebenen Reihe Streitschrift der Süddeutschen Zeitung edition erschien Urbans Buchessay Die Irrtümer des Kremls zur Annexion der Halbinsel Krim durch Russland sowie zum russisch-ukrainischen Krieg um den Donbass. Rupert Neudeck nannte in seiner Rezension den Essay „vorzüglich“, verfasst von jemandem, der „ganz genau Bescheid weiß in einer aufgeregten Debatte“.
In seinem am Vorabend des russischen Überfalls auf die Ukraine im Februar 2022 verfassten Buch Verstellter Blick. Die deutsche Ostpolitik beschrieb Urban dem Rezensenten Marko Martin zufolge, wie die Bundesregierungen die „historisch begründeten Ängste vor einer deutsch-russischen Allianz“ der anderen osteuropäischen Länder sowie das „russische Großmachtstreben“ ignorierten. Er vertritt darin die Ansicht, dass in Deutschland der Anteil der Ostpolitik Willy Brandts an der Beendigung des Kalten Kriegs übertrieben dargestellt werde; Hauptfaktor für den Zusammenbruch des Ostblocks sei vielmehr der militär- und wirtschaftspolitische Druck der USA unter Ronald Reagan gewesen, darunter die Überflutung des Weltmarkts mit billigem Erdöl, wodurch Moskau die Deviseneinnahmen weggebrochen seien. Armin Laschet befand als Rezensent, das Buch trage dazu bei, „einen Dialog über Grenzen und Kulturen hinweg besser führen zu können“.

### Fußball und Politik
Besonderes Interesse Urbans fand die politische Fußballgeschichte Polens und der Sowjetunion. Die zeitgeschichtliche Monographie Schwarzer Adler, weißer Adler. Deutsche und polnische Fußballer im Räderwerk der Politik (2011) nannte der elsässische Autor Martin Graff eine „wahre Fundgrube“, Fußball sei als „Spiegelbild der Vergangenheit“ dargestellt.
Während der Fußballeuropameisterschaft 2012 wurde eine von Urban auf der Grundlage des Buchs mitgestaltete Ausstellung in der deutschen Botschaft sowie dem Haus der Geschichte in Warschau gezeigt. Urban wurde ins Trainingslager der deutschen Nationalmannschaft bei Nizza eingeladen, um an einem Informationsabend für die Spieler über die Gastgeberländer Polen und Ukraine mitzuwirken.
Aus Anlass der Fußballeuropameisterschaft 2012, deren Finale in Kiew ausgetragen wurde, analysierte er russische und ukrainische Publikationen zum angeblichen Todesspiel von 1942, dessen Folgen (Exekution sowjetischer Fußballer, die im besetzten Kiew eine Wehrmachtself geschlagen hatten) nach seiner Darstellung eine Legende der sowjetischen Propaganda waren. Nach seiner Ansicht stellte nicht nur der sowjetische Spielfilm Die dritte Halbzeit (Treti taim, 1964), sondern auch die russische Neuverfilmung des Themas, Match (2012), den Gang der Dinge erheblich verfälscht dar.
Zudem beleuchtete er das Schicksal der Fußballbrüder Starostin in der Sowjetunion der Stalinzeit.

## Privates
Urban ist mit einer Polin aus Breslau verheiratet, der Heimatstadt seiner Eltern.

## Preise und Auszeichnungen
- 2006 Georg-Dehio-Buchpreis (Ehrenpreis; für: Verlust. Die Vertreibung der Deutschen und Polen im 20. Jahrhundert)[41]
- 2010 Bayerische Europamedaille

## Buchpublikationen
- Deutsche in Polen. Geschichte und Gegenwart einer Minderheit. München: C.H. Beck, 1993, ISBN 3-406-37402-6
  - Niemcy w Polsce. Historia mniejszości w XX wieku. Übersetzung Piotr Żwak. Opole 1994, ISBN 83-901680-4-9
- Polen. München: C.H. Beck, 1998, ISBN 3-406-39875-8
- Vladimir Nabokov – Blaue Abende in Berlin. Berlin: Propyläen, 1999, ISBN 3-549-05777-6
  - Владимир Набоков в Берлине. Übersetzung S. V. Rožnovskij. Moskau 2004, ISBN 5-7784-0289-9
- Von Krakau bis Danzig. Eine Reise durch die deutsch-polnische Geschichte. München: C.H. Beck, 2000, ISBN 3-406-46766-0
  - Od Krakowa po Gdańsk. Wędrówka przez dzieje polsko-niemieckie. Übersetzung Maria Podlasek-Ziegler. Warschau 2002, ISBN 83-86653-12-4
- Russische Schriftsteller im Berlin der zwanziger Jahre. Berlin: Nicolai, 2003, ISBN 3-89479-097-0
  - Erweiterte russische Ausgabe: Русские писатели в Берлине в 20-е годы ХХ века. Sankt-Petersburg 2014, ISBN 978-5-87417-494-1
- Der Verlust. Die Vertreibung der Deutschen und der Polen im 20. Jahrhundert. München: C.H. Beck, 2004
  - Utracone Ojczyzny. Wypędzenia Niemców i Polaków w XX wieku. Übersetzung Agnieszka Kowaluk. Warschau 2007, ISBN 978-83-07-03109-5
- Polen. München: C.H. Beck, 2008 (Reihe  Die Deutschen und ihre Nachbarn , Hrsg. Helmut Schmidt u. Richard von Weizsäcker), ISBN 978-3-40657-852-6
- Schwarze Adler, Weiße Adler. Deutsche und polnische Fußballer im Räderwerk der Politik. Göttingen: Die Werkstatt, 2011, ISBN 978-3-89533-775-8
  - Erweiterte polnische Ausgabe: Czarny orzeł biały orzeł. Piłkarze w trybach polityki. Übersetzung Wawrzyniec Sawicki. Katowice 2012, ISBN 978-83-7164-727-7
- Katyn 1940. Geschichte eines Verbrechens. München: C.H. Beck, 2015, ISBN 978-3-406-67366-5
- Die Irrtümer des Kremls. Warum wir den Krieg im Osten Europas stoppen müssen. München: Süddeutsche Zeitung Edition, 2015 ISBN 978-3-86497-300-0
- Katyń. Zbrodnia i walka propagandowa wielkich mocarstw. Warschau: Bellona, 2019 ISBN 978-83-111-5361-5
- mit Matthias Drobinski: Johannes Paul II. Der Papst, der aus dem Osten kam. C. H. Beck, München 2020, ISBN 978-3-406-74936-0
- Verstellter Blick. Die deutsche Ostpolitik. Edition.fotoTAPETA, Berlin 2022, ISBN 978-3-949262-16-6
- Lexikon für Putin-Versteher. Legenden Lügen LGBT. Edition.fotoTAPETA, Berlin 2023, ISBN 978-3-949262-34-0